# Elsie Fisher
Elsie Fisher (Riverside, Califórnia, 3 de abril de 2003) é uma atriz americana. Elsie estreou durante a infância ao atuar na dublagem de Agnes, da série de filmes Despicable Me. Além disso, estrelou como Kayla Day no filme de comédia dramática Eighth Grade, que rendeu-lhe aclamação crítica e nomeação para os Prémios Globo de Ouro de 2018 na categoria de Melhor Atriz em Comédia ou Musical.

## Carreira
Em outubro de 2018, Fisher havia dois projetos em construção. Fisher irá retratar Parker Needler, na adaptação adaptada de A Família Addams. Além disso, estrelará no musical The Shaggs, de Ken Kwapis, baseado na história da banda de mesmo nome.

## Filmografia

### Cinema
| Ano  | Título            | Papel          | Notas | Ref.        |
| ---- | ----------------- | -------------- | ----- | ----------- |
| 2010 | Despicable Me     | Agnes          | Voz   | [ 3 ]       |
| 2010 | Dirty Girl        | Tiffany        |       | [ 1 ]       |
| 2013 | Despicable Me 2   | Agnes          | Voz   | [ 3 ]       |
| 2013 | Bad Behavior      | Grace          |       | [ 1 ]       |
| 2013 | Vertical          |                |       | [ 1 ]       |
| 2015 | McFarland, USA    | Jamie White    |       | [ 1 ] [ 7 ] |
| 2018 | Eighth Grade      | Kayla Day      |       | [ 2 ] [ 3 ] |
| 2019 | The Addams Family | Parker Needler |       | [ 5 ]       |

### Televisão
| Ano       | Título             | Papel           | Notas                         | Ref(s)      |
| --------- | ------------------ | --------------- | ----------------------------- | ----------- |
| 2009      | Medium             | Young Bridgette | Episódio: "Then... and Again" | [ 1 ]       |
| 2009–2012 | Masha and the Bear | Masha           | Voz                           | [ 1 ] [ 8 ] |